# Robert Förstemann
Robert Förstemann (Greiz, 5 marzo 1986) è un pistard tedesco.

## Palmarès

### Olimpiadi
- 1 medaglia:
  - 1 bronzo (Londra 2012 nella velocità a squadre)

### Mondiali
- 5 medaglie:
  - 1 oro (Ballerup 2010 nella velocità a squadre)
  - 1 argento (Cali 2014 nella velocità a squadre)
  - 3 bronzi (Palma di Maiorca 2007 nella velocità a squadre; Pruszków 2009 nella velocità a squadre; Yvelines 2015 nella velocità a squadre)

### Europei
- 9 medaglie:
  - 4 ori (Pruszków 2010 nella velocità a squadre; Apeldoorn 2011 nella velocità a squadre; Apeldoorn 2013 nella velocità a squadre; Guadeloupe 2014 nella velocità a squadre)
  - 1 argento (Apeldoorn 2013 nella velocità)
  - 3 bronzi (Guadeloupe 2014 nella velocità; Grenchen 2015 nella velocità a squadre; Yvelines 2016 nella velocità a squadre)

### Giochi paralimpici
- 1 medaglia:
  - 1 bronzo (Parigi 2024 nel crono 1000 metri B)[1]